# Einsiedler-Grünkleidervogel
Der Einsiedler-Grünkleidervogel (Hemignathus sagittirostris, Syn.: Viridonia sagittirostris), auch als Großer Amakihi bezeichnet, ist eine ausgestorbene Vogelart aus der Tribus der Kleidervögel. Er kam auf der Insel Hawaiʻi vor.

## Merkmale
Der Einsiedler-Grünkleidervogel war ein mittelgroßer Kleidervogel, der eine Größe von 17 Zentimetern erreichte. Der lange, nahezu gerade Schnabel hatte eine scharfe Spitze. Das Gefieder war überwiegend einfarbig oliv-grün, etwas dunkler am Rücken und gelblicher an der Kehle und an der Brust. Zwischen Augen und Schnabel waren schmale schwarze Zügel zu erkennen. Der Schnabel und die Beine waren schwarz. Die Unterschnabelbasis war hellblau. Die Geschlechter sahen gleich aus. Der Ruf war ein hohes, klares, sich wiederholendes chirrup.

## Vorkommen und Lebensraum
Das Verbreitungsgebiet des Einsiedler-Grünkleidervogels war auf ein wenige Quadratkilometer großes Gebiet am Wailuku-Fluss im nordöstlichen Hawaiʻi beschränkt. Er kam in Regenwäldern in Höhenlagen zwischen 600 und 1.200 m vor.

## Lebensweise
Über seine Lebensweise ist nur wenig bekannt geworden. Er ernährte sich hauptsächlich von Grashüpfern der Gattung Panatrigonidium, von Käfern, von Raupen sowie von Spinnen und pickte seine Nahrung aus Rindenspalten des ʻŌhiʻa-Baums, von den Blattachseln der Ieie-Rebe (Freycinetia arborea) oder von Farnblättern.

## Aussterben
Der Einsiedler-Grünkleidervogel wurde 1892 entdeckt und galt bereits um 1895 als sehr selten. 1900 sammelte Henry Wetherbee Henshaw mehrere Exemplare. Das letzte Exemplar wurde 1901 von A. M. Woolcott am Kaiwiki-Fluss nördlich des Wailuku-Flusses gesichtet. Als Hauptursache für das Aussterben gilt die Zerstörung der Wälder durch die Zuckerrohrindustrie.